# Walking with Beasts
Walking with Beasts (‘Caminant entre bèsties’) és un programa de televisió britànic produït per la Unitat d'Història Natural de la BBC, Discovery Channel, ProSieben i TV Asahi i estrenat el 15 de novembre del 2001. Es tracta d'una sèrie de sis episodis que entronca amb Caminant entre dinosaures. El programa, que imita l'estil dels documentals de natura, narra l'evolució dels mamífers a partir de l'extinció dels dinosaures no aviaris mitjançant l'ús d'animació electrònica, imatges generades per ordinador i imatges reals per recrear mamífers prehistòrics i els altres animals amb els quals compartien el seu medi.

## Episodis

### New Dawn

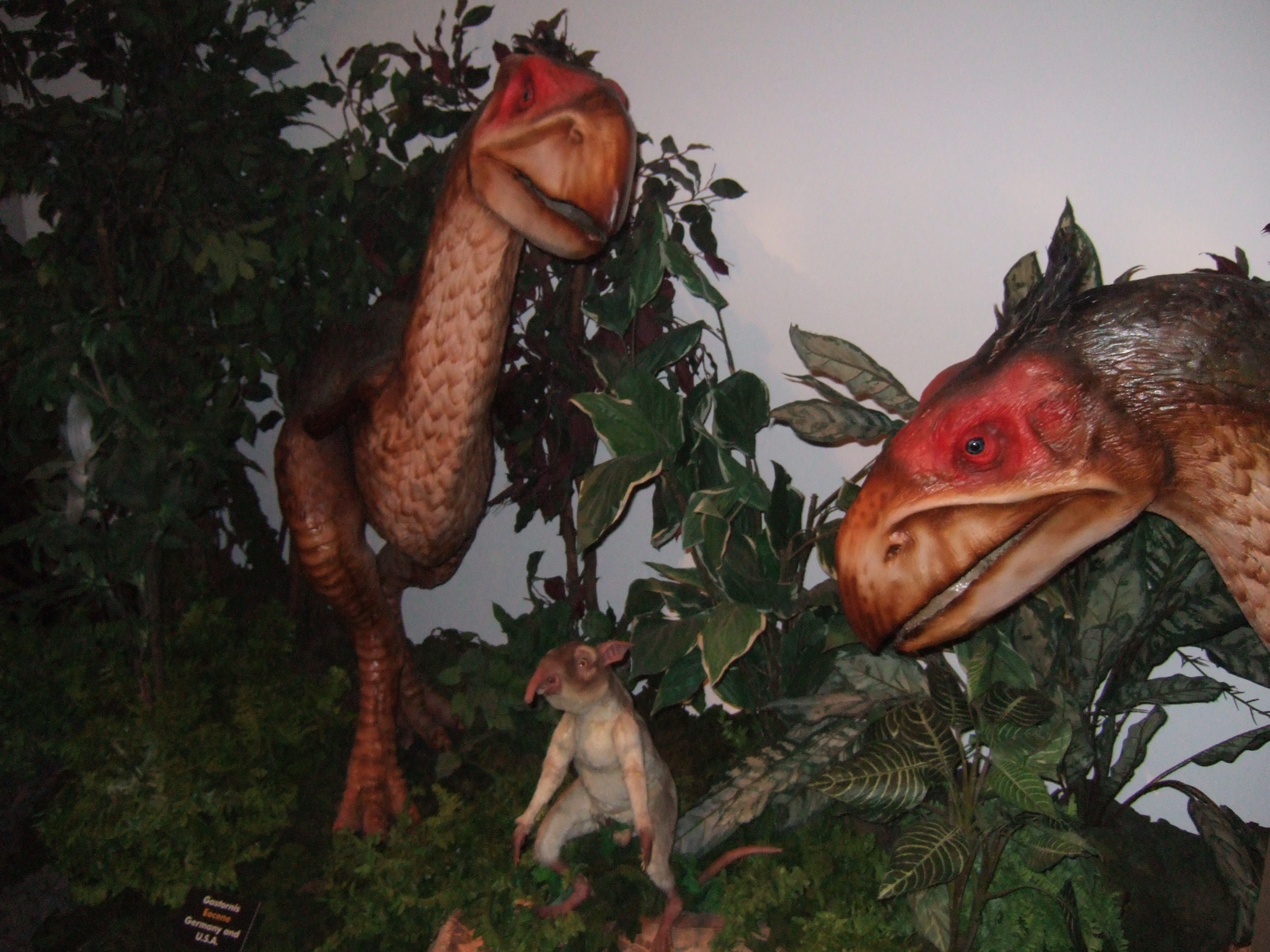
Les aparicions de Leptictidium i Gastornis a Walking with Beasts es dugueren a terme amb una combinació de ninots robòtics i gràfics d'ordinador.

Fa 49 milions d'anys - Eocè inferior; Alemanya
Lloc de rodatge: Java
Condicions: Subtropicals amb boscos molt densos. Un llac volcànic.
- Ambulocetus (cetaci primitiu)
- Gastornis (au predadora gegant)
- Godinotia (prosimi)
- Leptictidium (petit euteri)
- Propaleotherium (avantpassat dels cavalls)
- Formicium (formiga gegant)
- Cynodictis (mamífer semblant a un gos)
- Eurotamandua
- granota
- espiadimonis
- llangardaix
- esquirol
- cocodril
- serp
- escarabat

### Whale Killer
Fa 36 milions d'anys - Eocè superior; Pakistan i Egipte
Lloc de rodatge: Florida
Condicions: El mar de Tetis. Mars soms amb moltes illes.
- Dorudon (cetaci primitiu)
- Basilosaurus (cetaci primitiu)
- Moeritherium (proboscidi primitiu)
- Andrewsarchus (carnívor, relacionat amb els artiodàctils)
- Apidium (primat)
- Embolotherium (brontoteri)
- Hemipristis (tauró)
- tortuga marina
- cranc
- areng

### Land of Giants
Fa 25 milions d'anys - Oligocè superior; Mongòlia
Lloc de rodatge: Mèxic i Arizona
Condicions: Semidesèrtiques amb una curta estació de pluges.
- Hyaenodon (creodont)
- Chalicotherium (perissodàctil primitiu)
- Cynodictis (mamífer semblant a un gos)
- Entelodon (omnívor, parent dels porcs)
- Indricotherium (el mamífer terrestre més gros de tots els temps)
- Embolotherium (brontoteri)
- Hemipristis (tauró)

### Next of Kin
Fa 3,2 milions d'anys - Pliocè; Etiòpia
Lloc de rodatge: Sud-àfrica i la Gran Vall del Rift
Condicions: Grans planes amb prats.
- Ancylotherium (perissodàctil primitiu)
- Australopithecus (homínid, possible avantpassat dels humans)
- Deinotherium (proboscidi primitiu)
- Dinofelis (felí)
- xacal
- rinoceront
- voltor
- facoquer

### Sabre Tooth

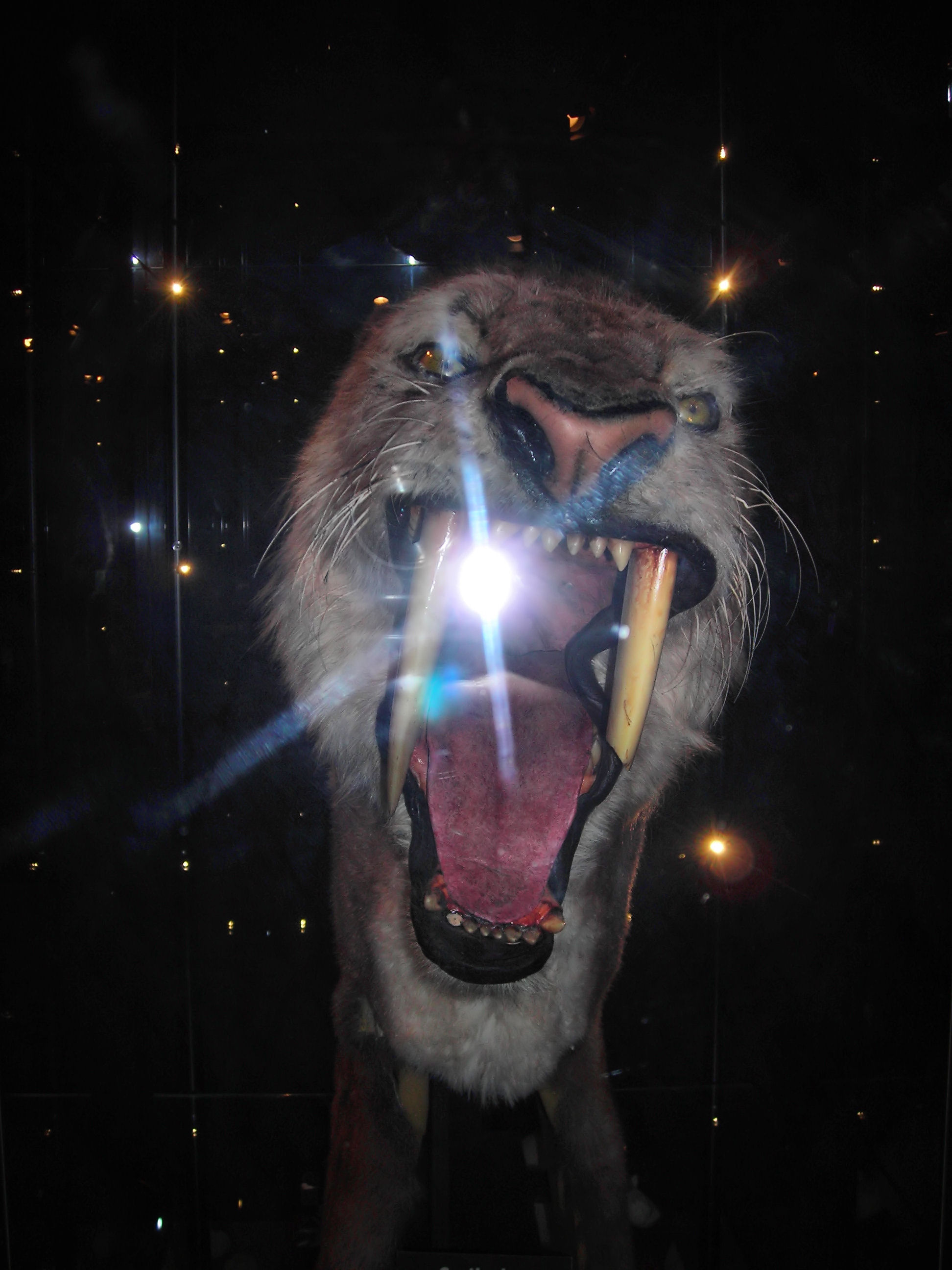
El ninot de Smilodon a Walking with Beasts

Fa 1 milió d'anys - Plistocè inferior; Paraguai
Condicions: Planes de Sud-amèrica.
- Doedicurus (mamífer cuirassat)
- Megatherium (peresós gegant)
- Phorusrhacos (au depredadora gegant)
- Smilodon (gat de dent de sabre)

### Mammoth Journey
Fa 30.000 anys - Plistocè superior; mar del Nord i Alps suïssos
Condicions: època glacial.
- Panthera leo spelaea (lleó de les cavernes)
- Homo neanderthalensis (homínid)
- Homo sapiens
- Mammuthus (mamut)
- Megaloceros (conegut com a ant irlandès)
- Coelodonta (rinoceront llanut)
- saiga d'estepa
- bisó europeu
- mosquit
- llop gris